# Soudní komora (Evropská unie)
Soudní komora je specializovaná soudní instituce v rámci evropského soudního systému ustavovaná na základě Smlouvy z Nice z důvodu přetížení Soudu prvního stupně. 
Soudní komory jsou příslušné rozhodovat v prvním stupni v určitých kategoriích věcí ve zvláštních oblastech. Proti jejich rozhodnutí je možno podat opravný prostředek z důvodů právních (případně skutkových) k Soudu prvního stupně. První skutečně ustavenou soudní komorou je od roku 2004 Soud pro veřejnou službu.